# Anna Hotchkis
Anna Mary Hotchkis (Renfrewshire, 30 de mayo de 1885, Kirkcudbright; 14 de octubre de 1984) fue una artista, escritora y conferenciante de arte escocesa. Expuso en Londres, Beijing, Hong Kong y en exposiciones en Escocia. Fue miembro y expuso en la Real Academia Escocesa (RSA) 1915-1968.

## Biografía
Hotchkis nació en Crookston House, Renfrewshire, Escocia (cerca de Glasgow). Tenía tres hermanas, Margaret, Catherine e Isobel (1879-1947, también pintora), y seis hermanos, de los cuales se sabe que solo uno, Richard, sobrevivió hasta la edad adulta.
Hotchkis heredó el amor por la pintura de su madre y quería ser artista desde los 14 años. Comenzó su formación en la Escuela de arte de Glasgow a los 21 años, a pesar de las objeciones de sus padres, preocupados por su delicada salud. Su familia se mudó a Edimburgo en 1907 y ella se matriculó en el Edinburgh College of Art estudiando con Robert Burns durante tres años. Completó sus estudios pero se fue sin obtener un diploma. Por esta época, tres de las hermanas Anna, Margaret e Isobel, fueron a Múnich para estudiar arte con Hans Lasker.
A sugerencia de su maestra de Edimburgo, Hotchkis montó un estudio en la pequeña ciudad de Kirkcudbright, inicialmente alquilado y luego comprado a Jessie M. King, una conocida de su maestra. Conservó el estudio desde 1915 hasta su muerte en 1984.

## Primer encuentro con China
En 1922 Hotchkis viajó a China a través de Estados Unidos, Japón y Corea para visitar a su hermana Catherine en Mukden (ahora Shenyang), donde se había establecido desde 1915 y trabajaba en una escuela para niñas de la Asociación Cristiana de Mujeres Jóvened (YWCA, por sus siglas en inglés). Después de Mukden, pasó tres meses en Shanghái, donde realizó una exposición de su trabajo. Mientras pintaba a niños trabajadores en una fábrica de algodón allí, contrajo una infección grave, lo que la obligó a regresar a Mukden y luego trasladarse a Pekín para recibir tratamiento. Decidió quedarse en Pekín aceptando una oferta para ocupar el puesto de profesora de arte en la Universidad de Yenching.[cita requerida]
Hotchkis enseñó en Yenching durante un año y luego regresó a Escocia en 1924, viajando en el Transiberiano hasta Moscú, donde se quedó con la misión cuáquera, y luego a su casa en Londres a través de Berlín. Trajo consigo más de 70 cuadros que expuso en la Brook Street Gallery de Londres. Regresó a China en 1926, alojándose con una familia china en Pekín, donde permaneció hasta la invasión japonesa de China en 1937.[cita requerida]

## Viajes a través de China
En julio de 1924, mientras estaba convaleciente en la casa de vacaciones de su hermana en la localidad costera de Beidaihe, conoció a la pintora estadounidense Mary Augusta Mullikin que, al enterarse de que había una compañera artista en la ciudad, se acercó en un burro para presentarse. A pesar de que Hotchkis vivía en Pekín y Mullikin en Tianjin, las dos se hicieron buenas amigas y después del regreso de Hotchkis a China viajaron mucho juntas, escribiendo varios libros y artículos sobre sus viajes allí.[cita requerida]
Su primer viaje juntas fue a Japón y Corea en 1927. En 1929 Hotchkis visitó a sus hermanas en el Reino Unido, viajando a través de Japón y Los Ángeles. Regresó a China al año siguiente y, en septiembre de 1931, ella y Mullikin hicieron su primer viaje a las grutas de Yungang, cerca de la ciudad de Datong, en la provincia norteña de Shanxi. Regresaron allí en junio siguiente, habiendo concebido la idea de publicar un libro sobre las esculturas rupestres de Yungang, para ilustrarlo con sus propias pinturas y dibujos. Regresaron de Yungang por el camino más largo, a través de Hangzhou y la isla sagrada de Putuoshan, una de las Cuatro Grandes Montañas del Budismo en China.[cita requerida]
En un intento por encontrar un editor inglés para el libro que pretendían, Hotchkis volvió a visitar el Reino Unido a finales de 1932, pero regresó con las manos vacías. Mientras estuvo en Londres, realizó otra exposición en las Brook Street Galleries, esta vez con pinturas de las grutas de Yungang de Mary Mullikin y la suya propia. Una noticia de The Times tenía comentarios favorables: "Tanto por su iniciativa y coraje como por su juicio y talento son estas damas dignas de elogio. Haciendo caso omiso de los intereses habituales del trotamundos, se han concentrado en los valores artísticos y arqueológicos propios de los lugares visitados, que pocos tienen la oportunidad de ver”. Finalmente encontraron un editor para el libro en Pekín, Henri Vetch, cuya Librairie Francaise se especializaba en libros en inglés y francés sobre temas chinos. Habiendo aceptado publicar su primer libro, Vetch sugirió entonces que viajaran por China a las montañas budistas y taoístas más sagradas para otro libro. Mientras tanto, un viaje planeado a Kaifeng y Luoyang en 1934 tuvo que cancelarse debido a los combates entre los señores de la guerra en el área, pero en octubre de 1934 las dos artistas lograron pasar una semana pintando en el monte Tai en la provincia de Shandong, el pico sagrado más importante para los taoístas y una de las montañas que había sugerido Vetch. Aparentemente, este fue el primer viaje de Hotchkis allí, aunque Mullikin ya había estado varias veces.[cita requerida]
En 1935 Hotchkis se mudó a una casa en Xie He Hutong, en el distrito este de Pekín. La casa había sido alquilada desde 1931 por Laurence Sickman, un estadounidense que más tarde se convertiría en el director del Museo de Arte Nelson-Atkins en Kansas City, y su madre. Cuando Sickman regresó a los Estados Unidos en 1935, su madre deseaba quedarse en Pekín e invitó a Hotchkis a compartir la tradicional casa con patio bellamente amueblada. En la primavera de 1935, Mullikin llegó a Pekín para quedarse con Hotchkis y celebrar la publicación de Vetch de su libro sobre las cuevas de Yungang. El 27 de agosto partieron de Pekín en el viaje sugerido inicialmente por Vetch, un autodenominado "peregrinaje" a las montañas sagradas. Esto lo completaron en dos viajes formidables, durante dos meses, en el otoño de 1935 (al norte de Heng Shan, Wutai Shan y Hua Shan ) y cuatro meses en la primavera y verano de 1936 (a Song Shan, Emei Shan, al sur de Heng Shan y Jiu Hua Shan). En las empinadas laderas de Hua Shan en la provincia de Shanxi, Hotchkis, de 50 años, sufrió una tensión cardíaca, pero después de descansar en Pekín durante el invierno de 1935-36 estaba en condición es de continuar.[cita requerida]

## Regreso a Escocia
En julio de 1937, el ejército japonés, que había ocupado la provincia de Manchuria, en el norte de China, desde 1932, invadió el resto de China y tomó Pekín en agosto. Hotchkis decidió a regañadientes abandonar China y regresar en barco a través de Japón, luego Hong Kong, Sri Lanka, India e Irak a Grecia. Otro barco la llevó vía Constantinopla a Venecia, donde tomó un tren nocturno a París, y luego de regreso a Londres, donde llegó en abril de 1938, unos cinco meses después de salir de Pekín.[cita requerida]
Hotchkis se instaló en su estudio en Kirkcudbright en Escocia. En 1940 visitó a unos amigos en París, donde tomó uno de los últimos barcos de Francia a Inglaterra durante la invasión alemana. De regreso a Escocia, durante la guerra trabajó como supervisora en una fábrica de cordita en Dalbeattie durante 10 meses, antes de verse obligada a retirarse del esfuerzo bélico debido a problemas de salud y regresar a Kirkcudbright para pintar. Después de la guerra, viajó mucho por Europa y América del Norte e hizo dos viajes a Hong Kong, donde Henri Vetch había restablecido su negocio editorial. El segundo libro de Mullikin y suyo, Las nueve montañas sagradas de China, se publicó finalmente allí en diciembre de 1973, 37 años después de la peregrinación que documenta.
Activa y exhibiendo casi hasta el final de su vida, Hotchkis murió pacíficamente en Kirkcudbright en 1985, en su centésimo año. Nunca se casó ni tuvo hijos.

## Publicaciones
(con Mary Mullikin):
- Buddhist Sculptures of the Yun Kang Caves (Henri Vetch, Pekín, 1935)
- The Nine Sacred Mountains of China (Vetch & Lee, Hong Kong, 1973).

## Otras lecturas
Se puede encontrar una biografía breve y en algunos aspectos inexacta en Peter McEwan, Dictionary of Scottish Art and Architecture (1995).